# Tempête tropicale Clotilda
Pour les articles homonymes, voir Clotilda.
La tempête tropicale Clotilda est une tempête tropicale ayant sévi en février 1987 dans le bassin sud-ouest de l'Océan Indien. La tempête est issue d'une perturbation formée entre Madagascar et La Réunion le 9 février, et qui s'est lentement intensifiée. Son intensité a fluctué au gré d'une trajectoire tourmentée, et a atteint son pic le 13 février, avec des vents de 110 km/h. Après son passage à proximité de La Réunion, Clotilda s'est mis à décliner, avant de reprendre de l'intensité pour atteindre un seconde pic d'intensité le 17. Le 19, Clotilda devient une dépression extratropicale, qui n'est plus l'objet d'attention météorologique à partir du 22 février.
Pendant sa période d'activité, des pluies torrentielles ont arrosé La Réunion pendant 72 heures. Un total de 1 855 mm de précipitations a été enregistré à La Plaine-des-Palmistes. En certains lieux, les précipitations cumulées ont été plus élevées que celles du cyclone Hyacinthe. Clotilda a en outre endommagé 250 bâtiments, et a détruit 120 habitations. À l'échelle de l'île, les dommages sont chiffrés à deux millions de dollars US de 1987, pour dix morts. Sur l'île Maurice, 5 % des cultures ont été atteintes par Clotilda.

## Évolution météorologique
La perturbation tropicale qui allait devenir Clotilda a été détectée par les services de Météo-France à La Réunion à 6 h UTC le 9 février. Le phénomène météorologique se trouve alors à 500 km de l'île, et se déplace vers le sud. La perturbation passe au state de tempête tropicale modérée un jour plus tard. Des vents soutenus sur dix minutes atteignent 65 km/h. Après avoir circulé à 80 km de La Réunion, la tempête a atteint son apogée avec des vents évalués à 85 km/h par le JTW. Météo-France l'a alors fait entrer dans la catégorie des tempêtes tropicales intenses alors que des vents soutenus sur dix minutes de 110 km/h ont été enregistrés à l'est de Maurice.
Après son pic d'intensité, la tempête a commencé à faiblir, en se déplaçant vers l'ouest, en repassant vers La Réunion. Le 15 février, Coltilda n'est plus considérée autrement que comme une simple dépression tropicale. Après un dernier sursaut très au large des Mascareignes, Clotilda a progressivement cessé d'être suivie, et n'a plus été suivie à partir du 22 février.

## Impact et conséquences
Clotilda a affecté l'île Maurice le 13 et le 14 février en la balayant de vents de 145 km/h, additionnés à de fortes précipitations et à une mer très agitée. Le passage de la tempête a causé la destruction de 5 % des cultures de canne à sucre l’inondation de plusieurs logements à proximité de la mer.
En raison de la lenteur du déplacement de la tempête, des pluies torrentielles ont arrosé l'île de La Réunion pendant trois jours consécutifs. Une quantité de pluie de 1 855 mm a ainsi été enregistrée à La Plaine-des-Palmistes, davantage encore que pendant le passage de Hacynthe. D'importantes inondations ont été observées en plus de la chute de 89 arbres,. 250 logements ont été endommagées, et 120 entièrement détruits. Le nord de l'île a essuyé des vents mesurés à 170 km/h à Saint-Denis.
Dans l'ensemble, les dommages se sont chiffrés à 2 millions de dollars US de l'époque, tandis que dix morts ont été déplorés. Des dizaines de millions de francs ont été nécessaires pour remettre en état les infrastructures endommagées.